# Antoine Levasseur
Pour les articles homonymes, voir Levasseur.
Antoine Louis Levasseur, né le 25 juin 1746 à Sarrebourg (Moselle), mort le 9 juin 1826 à Ixelles (Belgique), est un homme politique de la Révolution française, du Consulat et du Premier Empire. Il est surnommé Levasseur de la Meurthe, pour le distinguer de ses collègues René Levasseur dit « de la Sarthe », et Louis Jacques Vasseur dit « de la Somme ».

## Biographie

### Origines familiales
Son père est « avocat en Parlement et procureur du roy en la prévôté de Sarrebourg ». Antoine Louis Levasseur est « conseiller maire de la ville et communauté de Sarrebourg » sous l'Ancien Régime.
Levasseur a un fils, volontaire national au 114e régiment d'infanterie.

### Mandat à la Législative
En septembre 1791, alors qu'il est procureur-syndic du district, Levasseur est élu député du département de la Meurthe, le cinquième sur huit, à l'Assemblée nationale législative. Il vote en faveur des mises en accusation de Bertrand de Molleville, ministre de la Marine, et de Lafayette.

### Mandat à la Convention
En septembre 1792, Levasseur est réélu député de la Meurthe, le troisième sur huit, à la Convention nationale.
Il siège sur les bancs de la Montagne. Lors du procès de Louis XVI, il vote la mort sans conditions. Il est absent aux deux appels nominaux sur la mise en accusation de Marat et sur le rétablissement de la Commission des Douze. Il est en effet envoyé en mission dans les départements de la Meurthe et de la Moselle pour accélérer la levée en masse, aux côtés du député Anthoine, entre mars et avril 1793. Entre avril et juin, il passe dans l'armée de la Moselle aux côtés de Maignet, de Montaut et de Soubrany. Il est remplacé par François Gentil, député du Mont-Blanc.
Levasseur remplace Rühl au Comité de Sûreté générale le 16 fructidor (septembre 1794), et en sort lors du renouvellement de frimaire (décembre). Il siège aux côtés de son collègue Pierre Colombel.

### DuDirectoireà l'exil
Levasseur n'est pas réélu député aux élections de l'an IV (octobre 1795). Il est cependant désigné rédacteur des procès-verbaux du Conseil des Cinq-Cents. En floréal an IV (mai 1796), il est appelé à siéger au Conseil en tant que suppléant mais le décret est cassé.
Levasseur est contraint à l'exil, visé par la loi du 12 janvier 1816 contre les régicides et les soutiens aux Cent-Jours.

## Source
- « Antoine Levasseur », dans Adolphe Robert et Gaston Cougny, Dictionnaire des parlementaires français, Edgar Bourloton, 1889-1891 [détail de l’édition]